# ناگیسو، ناگانو
ناگیسو، ناگانو (به لاتین: Nagiso, Nagano) یک منطقهٔ مسکونی در ژاپن است که در Kiso District واقع شده‌است. ناگیسو ۲۱۵٫۹۳ کیلومترمربع مساحت و ۴٬۲۴۸ نفر جمعیت دارد.